# Taubensturmvogel
Der Taubensturmvogel (Pachyptila desolata), auch als Antarktis-Walvogel bezeichnet, ist eine Vogelart aus der Gattung der Walvögel (Pachyptila) innerhalb der Familie der Sturmvögel (Procellariidae). Es werden bis zu drei Unterarten unterschieden.

## Merkmale
Der Taubensturmvogel erreicht eine Größe von 25 bis 27 Zentimetern und ein Gewicht von 150 bis 160 Gramm. Die Flügelspanne beträgt 58 bis 66 Zentimeter. Die Mitte des Unterschwanzes ist schwarz wie beim Dünnschnabel-Sturmvogel (Pachyptila belcheri) weist jedoch eine dickere schwarze Terminalbinde auf. Über die Brust verläuft ein unvollständiges, deutliches, breites, dunkelgraues Band. Die juvenilen Vögel sind von den Altvögeln nicht zu unterscheiden. Zwischen den Unterarten gibt es Unterschiede hinsichtlich der Breite des Schnabels und der Länge der Flügel und des Schwanzes.
Verwechslungsmöglichkeiten bestehen mit allen Arten der Walvögel. Besonders ausgeprägt ist die Ähnlichkeit mit dem Kleinen Entensturmvogel, die sich bei Feldbeobachtungen kaum unterscheiden lassen. Der Schnabel des Taubensturmvogels ist jedoch etwas kürzer und an der Basis weniger breit als beim Kleinen Entensturmvogel.

## Unterarten und ihre Verbreitung
Die Nominatform Pachyptila desolata desolata brütet auf den Crozetinseln, den Kerguelen und der Macquarieinsel. Brutkolonien der Rasse Pachyptila desolata alter befinden sich auf den Auckland Islands und auf der Heard-Insel. Die Brutgebiete der Unterart Pachyptila desolata banksi sind von Südgeorgien und den Südlichen Sandwichinseln, den Südlichen Orkneyinseln, den Südlichen Shetlandinseln sowie von der Scott-Insel bekannt.

## Lebensraum
Außerhalb der Brutzeit hält sich der Taubensturmvogel über der Hochsee weit von den Küsten entfernt auf. Er kommt in den kalten Gewässern nördlich des Packeises vor. Gebrütet wird an Hängen im Tussockgras, in Felsspalten, im Geröll oder auf Klippen.

## Nahrung
Die Nahrung des Taubensturmvogels besteht aus Krebstieren, insbesondere Krill (Euphausia superba), Ruderfußkrebsen (Calanoides acutus), Flohkrebsen (Themisto) sowie kleinen Mengen von Fischen und Tintenfischen.

## Fortpflanzung

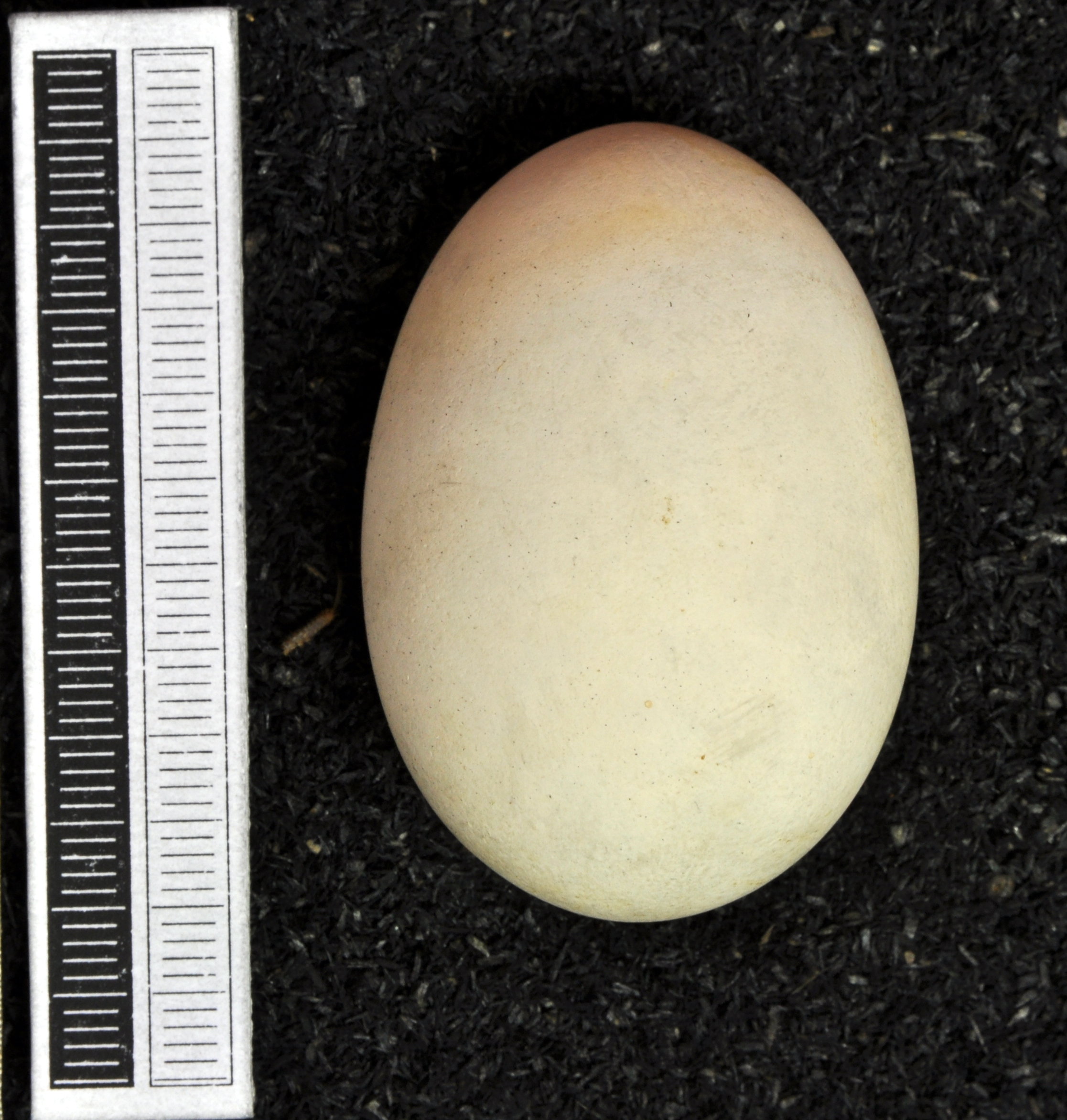
Ei, Sammlung Museum Wiesbaden

Die Brutzeit beginnt normalerweise im November. Sie kann sich jedoch verzögern, wenn die Schneefälle zu stark sind. Die Vögel nisten in dichten Kolonien. Das Gelege besteht aus einem Ei, das in Erdhöhlen, Ritzen oder in einer Felsspalte abgelegt wird. Die Inkubationszeit beträgt 44 bis 46 Tage. Die Küken haben ein blaugraues Daunengefieder. Nach 45 bis 55 Tagen sind die Jungen flügge.

## Wanderungen
Nach Beendigung der Brutzeit verlassen alle Vögel die Kolonie und ziehen vermutlich nach Norden. Sie jagen weit verteilt über den Gewässern des Südatlantiks und des südlichen Indischen Ozeans, wo man sie vom Packeis bis zu den subtropischen Breitengraden Südamerikas beobachten kann. Nachweise gibt es nördlich des 12. Breitengrades in peruanischen Küstengewässern sowie in den Gewässern südlich von Australien und Südafrika.

## Bestand und Gefährdung
Der Taubensturmvogel ist nicht gefährdet und weit verbreitet. In den 1990er-Jahren wurde die Gesamtpopulation auf viele Millionen Individuen geschätzt, darunter 22 Millionen Paare in Südgeorgien und 2.000.000 bis 3.000.000 Brutpaare auf den Kerguelen.

## Belege

### Einzelbelege
1. ↑   Shirihai, S. 177
2. ↑   Shirihai, S. 176